# Campionat del Món de motocròs 1997
La temporada de 1997 del Campionat del Món de motocròs fou la 41a edició d'aquest campionat, organitzat per la FIM. El calendari oficial constava de 12 Grans Premis, celebrats entre el 23 de març i el 24 d'agost. El tercer Gran Premi de la temporada, el d'Àustria (programat a Schwanenstadt a l'abril), fou anul·lat a causa de la meteorologia.

## Sistema de puntuació
Barem de puntuació del 1984 al 2000:
| Posició | 1  | 2  | 3  | 4  | 5  | 6  | 7 | 8 | 9 | 10 | 11 | 12 | 13 | 14 | 15 |
| Punts   | 20 | 17 | 15 | 13 | 11 | 10 | 9 | 8 | 7 | 6  | 5  | 4  | 3  | 2  | 1  |

## 500 cc

### Grans Premis
| Ronda | Data         | Gran Premi                       | Lloc                 | 1a mànega        | 2a mànega        | Guanyador        |
| ----- | ------------ | -------------------------------- | -------------------- | ---------------- | ---------------- | ---------------- |
| 1     | 23 de març   | Gran Premi de Bèlgica            | Lommel               | Jacky Martens    | Johan Boonen     | Avo Leok         |
| 2     | 6 d'abril    | Gran Premi d'Itàlia              | Castiglione del Lago | Andrea Bartolini | Shayne King      | Andrea Bartolini |
| 3     | 27 d'abril   | Gran Premi de Suïssa             | Payerne              | Joël Smets       | Joël Smets       | Joël Smets       |
| 4     | 1 de juny    | Gran Premi de la República Txeca | Jinín                | Peter Johansson  | Peter Johansson  | Peter Johansson  |
| 5     | 8 de juny    | Gran Premi dels Països Baixos    | Halle                | Joël Smets       | Anul·lada        | Joël Smets       |
| 6     | 29 de juny   | Gran Premi de Suècia             | Uddevalla            | Joël Smets       | Joël Smets       | Joël Smets       |
| 7     | 6 de juliol  | Gran Premi de Gran Bretanya      | Hawkstone Park       | Jacky Martens    | Joël Smets       | Joël Smets       |
| 8     | 20 de juliol | Gran Premi de França             | Laguépie             | Darryl King      | Shayne King      | Darryl King      |
| 9     | 3 d'agost    | Gran Premi de Bèlgica            | Namur                | Andrea Bartolini | Darryl King      | Darryl King      |
| 10    | 10 d'agost   | Gran Premi de Luxemburg          | Bockholtz            | Kurt Nicoll      | Andrea Bartolini | Kurt Nicoll      |
| 11    | 24 d'agost   | Gran Premi d'Alemanya            | Holzgerlingen        | Darryl King      | Andrea Bartolini | Darryl King      |

### Classificació final

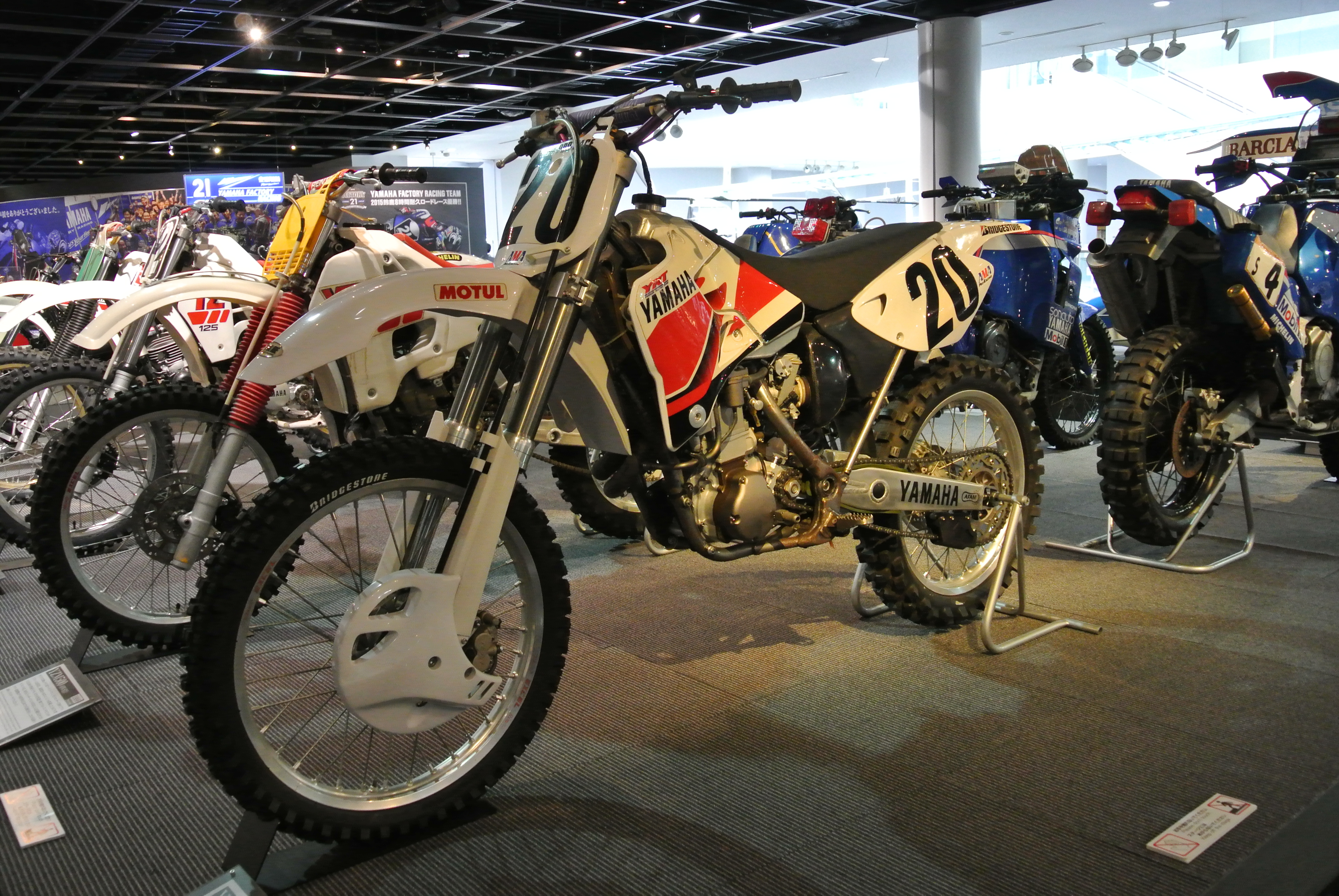
La Yamaha YZM400F OWH2 que va pilotar Andrea Bartolini el 1997

| Posició | Pilot              | Motocicleta | Punts |
| ------- | ------------------ | ----------- | ----- |
| 1       | Joël Smets         | Husaberg    | 294   |
| 2       | Darryl King        | Husqvarna   | 237   |
| 3       | Shayne King        | KTM         | 229   |
| 4       | Kurt Nicoll        | KTM         | 229   |
| 5       | Andrea Bartolini   | Yamaha      | 204   |
| 6       | Peter Johansson    | Yamaha      | 185   |
| 7       | Gert-Jan Van Doorn | Honda       | 158   |
| 8       | Trampas Parker     | KTM         | 126   |
| 9       | Bernd Eckenbach    | Kawasaki    | 98    |
| 10      | Johan Boonen       | KTM         | 95    |

## 250 cc

### Grans Premis
| Ronda | Data           | Gran Premi                       | Lloc                 | 1a mànega          | 2a mànega          | Guanyador          |
| ----- | -------------- | -------------------------------- | -------------------- | ------------------ | ------------------ | ------------------ |
| 1     | 16 de març     | Gran Premi d'Espanya             | Talavera de la Reina | Sébastien Tortelli | Tallon Vohland     | Tallon Vohland     |
| 2     | 23 de març     | Gran Premi de Portugal           | Águeda               | Joakim Karlsson    | Stefan Everts      | Stefan Everts      |
| 3     | 13 d'abril     | Gran Premi dels Països Baixos    | Valkenswaard         | Sébastien Tortelli | Marnicq Bervoets   | Marnicq Bervoets   |
| 4     | 20 d'abril     | Gran Premi d'Itàlia              | Cingoli              | Sébastien Tortelli | Stefan Everts      | Sébastien Tortelli |
| 5     | 4 de maig      | Gran Premi de França             | Brou                 | Stefan Everts      | Sébastien Tortelli | Stefan Everts      |
| 6     | 11 de maig     | Gran Premi de la República Txeca | Loket                | Stefan Everts      | Stefan Everts      | Stefan Everts      |
| 7     | 25 de maig     | Gran Premi de Gran Bretanya      | Foxhill              | Stefan Everts      | Stefan Everts      | Stefan Everts      |
| 8     | 8 de juny      | Gran Premi de San Marino         | Borgo Maggiore       | Stefan Everts      | Sébastien Tortelli | Sébastien Tortelli |
| 9     | 22 de juny     | Gran Premi de Bèlgica            | Kester               | Stefan Everts      | Stefan Everts      | Stefan Everts      |
| 10    | 6 de juliol    | Gran Premi del Brasil            | Belo Horizonte       | Sébastien Tortelli | Stefan Everts      | Stefan Everts      |
| 11    | 13 de juliol   | Gran Premi de Veneçuela          | Maracay              | Stefan Everts      | Pit Beirer         | Stefan Everts      |
| 12    | 3 d'agost      | Gran Premi d'Indonèsia           | Bandung              | Yves Demaria       | Yves Demaria       | Yves Demaria       |
| 13    | 17 d'agost     | Gran Premi de Polònia            | Gdynia               | Stefan Everts      | Yves Demaria       | Stefan Everts      |
| 14    | 31 d'agost     | Gran Premi de Suïssa             | Roggenburg           | Stefan Everts      | Stefan Everts      | Stefan Everts      |
| 15    | 13 de setembre | Gran Premi d'Alemanya            | Gaildorf             | Stefan Everts      | Pit Beirer         | Pit Beirer         |

### Classificació final
| Posició | Pilot              | Motocicleta | Punts |
| ------- | ------------------ | ----------- | ----- |
| 1       | Stefan Everts      | Honda       | 528   |
| 2       | Marnicq Bervoets   | Suzuki      | 377   |
| 3       | Pit Beirer         | Honda       | 349   |
| 4       | Sébastien Tortelli | Kawasaki    | 276   |
| 5       | Joakim Karlsson    | Honda       | 266   |
| 6       | Tallon Vohland     | Yamaha      | 264   |
| 7       | Werner Dewit       | Suzuki      | 234   |
| 8       | Frédéric Bolley    | Kawasaki    | 225   |
| 9       | Yves Demaria       | Kawasaki    | 213   |
| 10      | Peter Iven         | Kawasaki    | 195   |

## 125 cc

### Grans Premis
| Ronda | Data         | Gran Premi                    | Lloc                 | 1a mànega           | 2a mànega        | Guanyador        |
| ----- | ------------ | ----------------------------- | -------------------- | ------------------- | ---------------- | ---------------- |
| 1     | 23 de març   | Gran Premi d'Indonèsia        | Pugeran Yogyakarta   | Alessio Chiodi      | Alessio Chiodi   | Alessio Chiodi   |
| 2     | 13 d'abril   | Gran Premi de França          | Pernes-les-Fontaines | Alessio Chiodi      | Frédéric Vialle  | Frédéric Vialle  |
| 3     | 20 d'abril   | Gran Premi d'Espanya          | Bellpuig             | Bobby Moore         | Alessandro Puzar | Bobby Moore      |
| 4     | 4 de maig    | Gran Premi d'Àustria          | Schwanenstadt        | Alessio Chiodi      | Alessandro Puzar | Alessandro Puzar |
| 5     | 11 de maig   | Gran Premi d'Itàlia           | Maggiora             | Claudio Federici    | Alessandro Puzar | Alessandro Puzar |
| 6     | 25 de maig   | Gran Premi de Gran Bretanya   | Foxhill              | Alessio Chiodi      | Alessio Chiodi   | Alessio Chiodi   |
| 7     | 1 de juny    | Gran Premi d'Eslovènia        | Orehova vas          | Frédéric Vialle     | Claudio Federici | Claudio Federici |
| 8     | 22 de juny   | Gran Premi d'Alemanya         | Gerstetten           | Alessandro Puzar    | Frédéric Vialle  | Frédéric Vialle  |
| 9     | 13 de juliol | Gran Premi de Finlàndia       | Ruskeasanta          | Bobby Moore         | Alessio Chiodi   | Alessio Chiodi   |
| 10    | 10 d'agost   | Gran Premi d'Eslovàquia       | Veľké Uherce         | Philippe Dupasquier | Alessandro Puzar | Alessio Chiodi   |
| 11    | 17 d'agost   | Gran Premi de Bèlgica         | Neeroeteren          | Frédéric Vialle     | Frédéric Vialle  | Frédéric Vialle  |
| 12    | 31 d'agost   | Gran Premi dels Països Baixos | Lierop               | Claudio Federici    | Alessio Chiodi   | Alessio Chiodi   |

### Classificació final
| Posició | Pilot             | Motocicleta | Punts |
| ------- | ----------------- | ----------- | ----- |
| 1       | Alessio Chiodi    | Yamaha      | 378   |
| 2       | Alessandro Puzar  | TM          | 338   |
| 3       | Claudio Federici  | Husqvarna   | 251   |
| 4       | Frédéric Vialle   | Yamaha      | 218   |
| 5       | Mickaël Maschio   | Honda       | 163   |
| 6       | David Vuillemin   | Yamaha      | 163   |
| 7       | Bob Moore         | Yamaha      | 125   |
| 8       | James Dobb        | Suzuki      | 118   |
| 9       | Thomas Traversini | Husqvarna   | 106   |
| 10      | Luigi Séguy       | TM          | 101   |

## Resum: Podi final 1997
|           | 500 cc      | 500 cc    | 250 cc           | 250 cc | 125 cc            | 125 cc    |
| Campió    | Joël Smets  | Husaberg  | Stefan Everts    | Honda  | Alessio Chiodi    | Yamaha    |
| Subcampió | Darryl King | Husqvarna | Marnicq Bervoets | Suzuki | Alessandro Puzar  | TM        |
| Tercer    | Shayne King | KTM       | Pit Beirer       | Honda  | Claudio Frederici | Husqvarna |